# Pete Shelley
Peter Shelley, nome d'arte di Peter McNeish (Leigh, 17 aprile 1955 – Tallinn, 6 dicembre 2018), è stato un musicista inglese.
È stato fondatore e leader del gruppo punk Buzzcocks. Successivamente si è dedicato alla carriera solista.
In Italia è particolarmente conosciuto per la versione strumentale di un suo brano, Witness the Change: tra la fine del 1981 e l’inizio del 1982 fu un tormentone di portata massiccia nelle discoteche.

## Discografia solista

### Album
- Sky Yen Groovy Records (1980)
- Hangahar Groovy Records (1980)
- Reprint Snatch Tapes
- Homosapien (1981)
- XL1 1983
- Heaven and the Sea (1986)

### Singoli
- "Homosapien" (1981)
- "I Don't Know What It Is" (1981)
- "Witness The Change" (1981)
- "Qu'est-Ce Que C'est Que" (1982)
- "Telephone Operator" (1983) UK #66
- "Millions Of People (No One Like You)" (1983) UK #94
- "Never Again" (1984)
- "Waiting For Love" (1986)
- "On Your Own" (1986)
- "I Surrender" (1986)
- "Blue Eyes" (1986)
- "Your Love" (1988)